# Caraula
Caraula – wieś w Rumunii, w okręgu Dolj, w gminie Caraula. W 2011 roku liczyła 2423 mieszkańców.